# Maikoor
Maikoor (in indonesiano: Pulau Maikoor) è un'isola dell'Indonesia, situata nel Mar degli Alfuri, appartenente all'arcipelago delle Isole Aru. Amministrativamente fa parte della provincia di Maluku.
Ha una superficie di 398 km². Le altre isole principali dell'arcipelago sono: Kobroor, Tanahbesar (chiamata anche Wokam), Trangan e Kola.